# Леонов Олексій Архипович
Олексі́й Архи́пович Лео́нов (30 травня 1934 , Ліствянка (Тисульський район), Західно-Сибірський край, РСФРР, СРСР  — 11 жовтня 2019 , Басманний район, Москва ) — радянський космонавт, перша людина, яка вийшла у відкритий космос.

## Біографія
Народився 30 травня 1934 року в селі Листв'янка Тисульського району Кемеровської області Росії. .
Після закінчення війни разом з сім'єю переїхав до Калінінграда. Закінчив школу у 1953 році. У 1953—1955 роках навчався в Кременчуцькій військовій авіаційній школі початкового навчання льотчиків (зараз Кременчуцький льотний коледж). 1960 року був зарахований до першого загону радянських космонавтів. 1967 року став Почесним громадянином Кременчука.

### Перший політ
18—19 березня 1965 року разом з Павлом Беляєвим здійснив політ у космос другим пілотом на космічному кораблі «Восход-2». Під час цього польоту Леонов здійснив перший в історії космонавтики вихід у відкритий космос тривалістю 12 хвилин і 9 секунд. Під час виходу проявив виключну мужність, особливо у нестандартній ситуації, коли набухлий космічний скафандр заважав поверненню космонавта до корабля. Ввійти до шлюзу Леонову вдалося лише після стравлювання надлишкового тиску скафандра. Перед приземленням відмовила автоматична система орієнтації. Беляєв вручну зорієнтував корабель і увімкнув гальмовий двигун. Як результат «Восход» здійснив посадку в незапланованому місці — 180 км північніше міста Перм. У повідомленні ТАРС це місце назвали «запасним районом», яке насправді було глухою пермською тайгою. Дві ночі космонавти провели в дикому лісі на морозі. Лише на третій день до них змогли дістатись рятівники на лижах, які були вимушені рубати ліс у місці посадки корабля, для розчистки майданчика приземлення гелікоптера. Тривалість польоту становила 1 добу 02 години 02 хвилини 17 секунд.

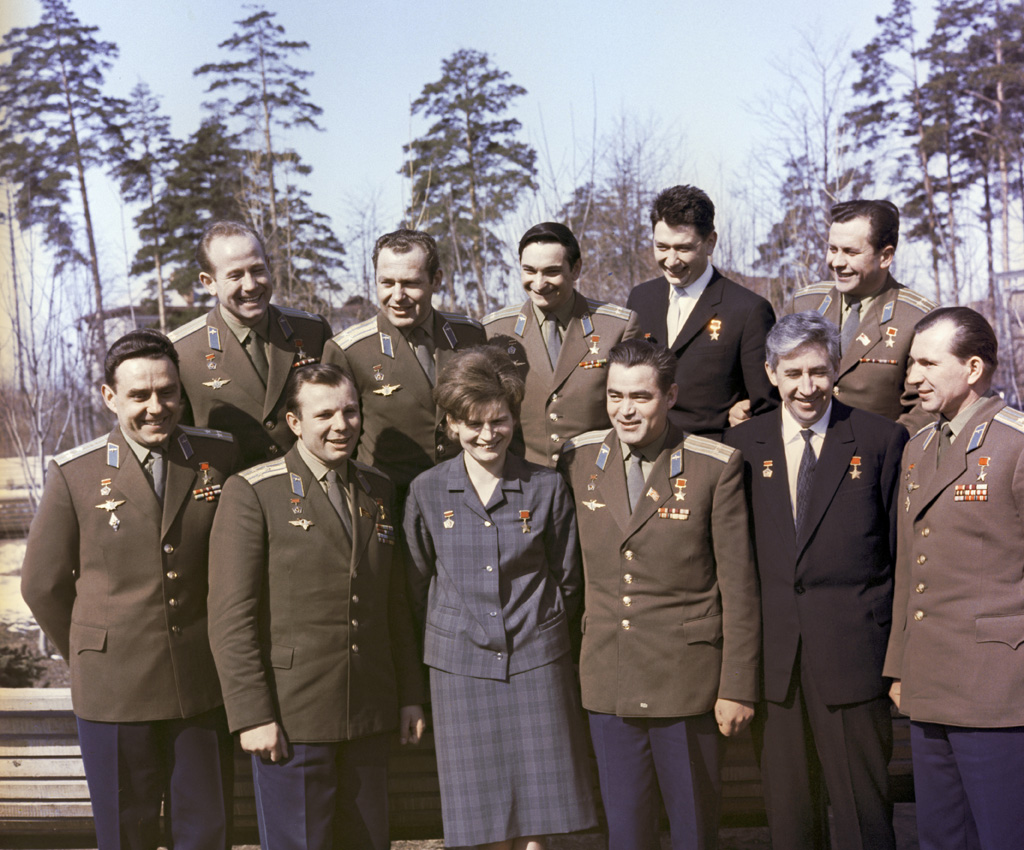
Олексій Леонов (ліворуч, задній ряд) з друзями-космонавтами в 1965 році

За успішне виконання польоту та за прояв мужності і героїзму підполковник Леонов Олексій Архипович 23 березня 1965 отримав звання Героя Радянського Союзу, Орден Леніна та медаль «Золота зірка».
У 1967 році Леонов входив до складу радянських космонавтів, що готувались до польоту на Місяць, закінчив Військово-повітряну інженерну академію ім. Жуковського (інженерний факультет).
22 січня 1969 перебував у автомобілі, що був обстріляний офіцером Віктором Ільїним під час замаху на Леоніда Брежнєва.

### Союз-Аполлон
У 1975 році 15—21 липня, разом з В. Кубасовим здійснив другий політ командиром космічного корабля «Союз-19» за програмою «Союз—Аполлон». Тривалість польоту становила 5 діб 22 години 30 хвилин 51 секунда.

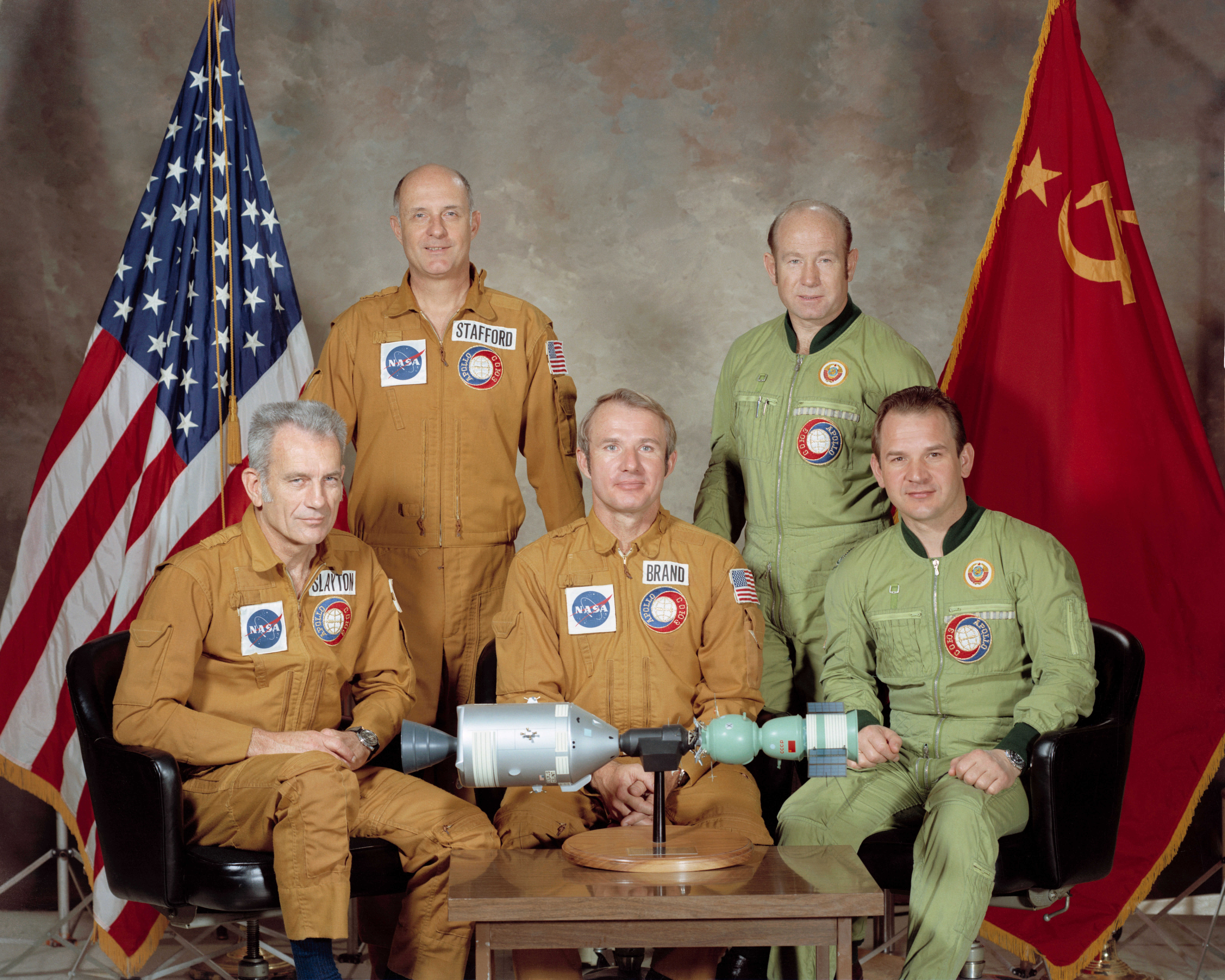
Екіпаж корабля «Аполлон-Союз» у 1975 році
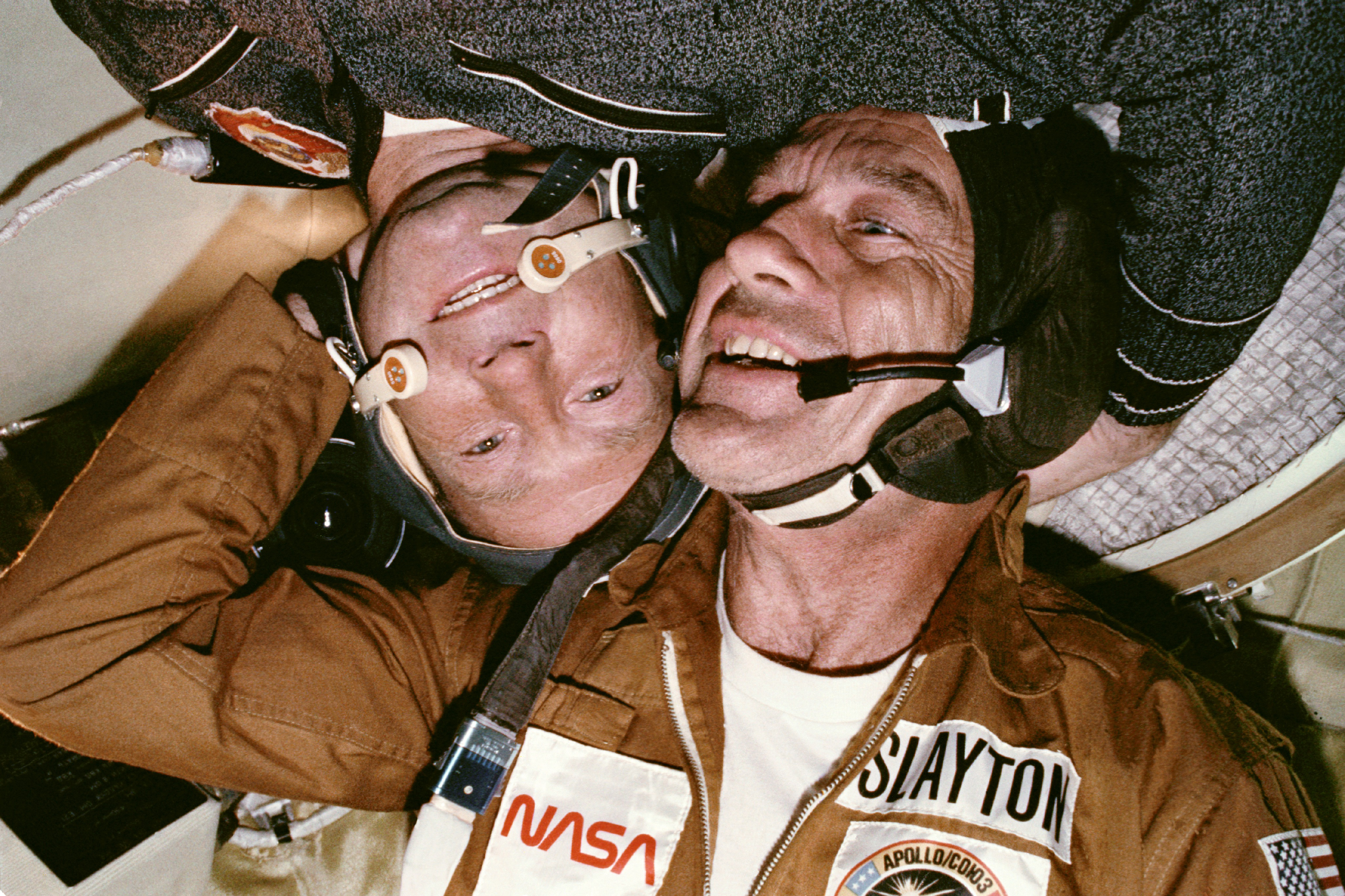
Леонов (зліва) з Дональдом Слейтоном у космічному кораблі "Союз".

За успішне виконання польоту Леонов у 1975 році був нагороджений другою медаллю «Золота зірка» та орденом Леніна.
У 1970–1991 роках — заступник начальника центру підготовки космонавтів. У 1981 році закінчив ад'юнктуру при військово-повітряній інженерній академії ім. Жуковського. Був членом Національного олімпійського комітету СРСР, організаційного комітету Олімпіади 1980 року в Москві. Кандидат технічних наук. Має 4 винаходи і більше 10 наукових праць.

### У відставці
Після виходу на пенсію у 1991 мешкав у Москві. З березня 1992 року в запасі. У 1992—1993 роках — директор космічних програм фірми «Четек». Радник першого заступника голови ради директорів «Альфа-банку», на початку 2000-х років — віце-президент «Альфа-банку». Член партії «Єдина Росія» з 18 грудня 2002 року, входив до складу Вищої ради партії. Отримав визнання як художник (співпрацював з А. К. Соколовим), його роботи широко виставляються і публікуються.
Помер Олексій Леонов 10 жовтня 2019 року в Москві у клінічній лікарні від цукрового діабету.

## Художня діяльність
О. Леонов здобув визнання як художник у тандемі з А. Соколовим. Із 1965 року з художником-фантастом Андрієм Соколовим створював поштові марки, живопис та графічні роботи на космічну тематику.
Роботи Леонова та Соколова неодноразово виставлялися від самого початку співпраці. Виставки за їхньої участі проходили у Фінляндії, Чехословаччині, Югославії, НДР, Франції, а також у Москві, Ульяновську, Ленінграді, Бресті, Одесі, Севастополі, Волгограді, Тулі, на Байконурі та в Зоряному містечку.
Було видано декілька книг-альбомів, а також каталоги виставок.
| Поштові марки СССР «15-ліття космічної ери» (1972 рік) | Поштові марки СССР «15-ліття космічної ери» (1972 рік) | Поштові марки СССР «15-ліття космічної ери» (1972 рік) |
| ------------------------------------------------------ | ------------------------------------------------------ | ------------------------------------------------------ |
|                                                        |                                                        |                                                        |
| Перший супутник.                                       | Старт космічного корабля «Восток».                     | Вихід людини у відкритий космос.                       |
|                                                        |                                                        |                                                        |
| «Луноход-1».                                           | АМС «Венера-7».                                        | Спускний апарат АМС «Марс-3».                          |

## Військові звання
- Лейтенант (30.10.1957).
- Старший лейтенант (28.03.1960).
- Капітан (10.07.1961).
- Майор (11.01.1964).
- Підполковник (18.03.1965).
- Полковник (9.11.1966).
- Генерал-майор авіації (22.07.1975).

## Нагороди, премії та почесні звання
Нагороди та почесні звання СРСР і Російської Федерації
- Двічі Герой Радянського Союзу (23 березня 1965 рік а, 22 липня 1975 рік а);
- Орден «За заслуги перед Вітчизною» I ступеня (29 травня 2019 рік а) —  за великий внесок в освоєння космосу та багаторічну сумлінну працю [14];
- Орден «За заслуги перед Вітчизною» III ступеня (22 травня 2014 рік а) —  за досягнуті трудові успіхи, значний внесок в соціально-економічний розвиток Російської Федерації, заслуги в освоєнні космосу, гуманітарній сфері, зміцненні законності, активну законотворчу та громадську діяльність, багаторічну сумлінну працю [15];
- Орден «За заслуги перед Вітчизною» IV ступеня (2 березня 2000 рік а) — за великі заслуги перед державою у розвитку вітчизняної пілотованої космонавтики[16];
- орден Дружби (12 квітня 2011 рік) — за великий внесок в розвиток вітчизняної пілотованої космонавтики і багаторічну плідну громадську діяльність[17];
- Два ордена Леніна (23.03.1965, 22.07.1975);
- Орден Червоної Зірки (1961);
- Орден «За службу Батьківщині в Збройних Силах СРСР» III ступеня (1975);
- Медалі;
- Премія Уряду Російської Федерації імені Ю. А. Гагаріна в галузі космічної діяльності (2011) — за розвиток вітчизняної пілотованої космонавтики, особисту участь в здійсненні перших пілотованих польотів, розвиток міжнародного співробітництва в галузі космічної діяльності, популяризацію досягнень вітчизняної космонавтики;
- Льотчик-космонавт СРСР (1965 рік);
- Заслужений майстер спорту СРСР (1965 рік);
- Подяка Президента Російської Федерації (9 квітня 1996 рік а) — за великий особистий внесок у розвиток вітчизняної космонавтики

Іноземні нагороди
- Герой Соціалістичної Праці НРБ (НРБ, 1965 рік);
- Орден Георгія Димитрова (НРБ, 1965);
- Орден Карла Маркса (НДР, 1965);
- Медаль А. Беккера (НДР, 1965);
- Герой Праці В'єтнаму (ДРВ, 1966 рік);
- Орден Державного прапора ВНР (ВНР, 1965 рік);
- Орден «За заслуги» I ступеня (Сирія, 1966 рік);
- золота медаль «За військову доблесть» (Італія, 1967 рік);
- орден Червоного Прапора (МНР);
- Орден «За заслуги» III ст.  (Україна) — за значний особистий внесок у розвиток ракетно-космічної галузі, вагомі трудові здобутки у створенні та впровадженні космічних систем і технологій, високу професійну майстерність (12 квітня 2011 р.)[18]
- Медаль «За зміцнення дружби по зброї» (ЧРСР) I ступеня.

## Вшанування пам'яті
- О. А. Леонову та А. Д. Сахарову присвячена книга Артура Кларка «2010: Друга одіссея»
- На честь Олексія Леонова існували вулиці в Кременчуці, Мукачевому, Хусті, Шепетівці. Також вулиця Олексія Леонова існує у місті Севран (Франція).
- 01.07.2010 р. з нагоди 50-річчя Кременчуцького льотного коледжу на фасаді штабу було встановлено меморіальну дошку Леонову, на якій  зазначений текст: «У колишній Кременчуцькій військовій авіаційній школі початкового навчання льотчиків  протягом 1953- 1955 рр, навчався Леонов  Олексій Архипович, льотчик космонавт СРСР,  двічі Герой Радянського Союзу,  Почесний громадянин міста Кременчука, який в 1965 році вперше в світовій космонавтиці здійснив свій сміливий вихід у безмежний космос»[19].

## Публікації
Книги:
- О. Леонов, В. Лебедєв. Сприйняття простору та часу у космосі. — Москва: Наука, 1968.
- О. Леонов, В. Лебедєв. Психологічні проблеми міжпланетного польоту. — Москва: Наука, 1975.
- Виходжу у космос. — Малиш, 1980.
- О. Леонов, А. Соколов. Життя серед зірок. — Москва: Молода гвардія, 1981.